# Jakob Aljaž

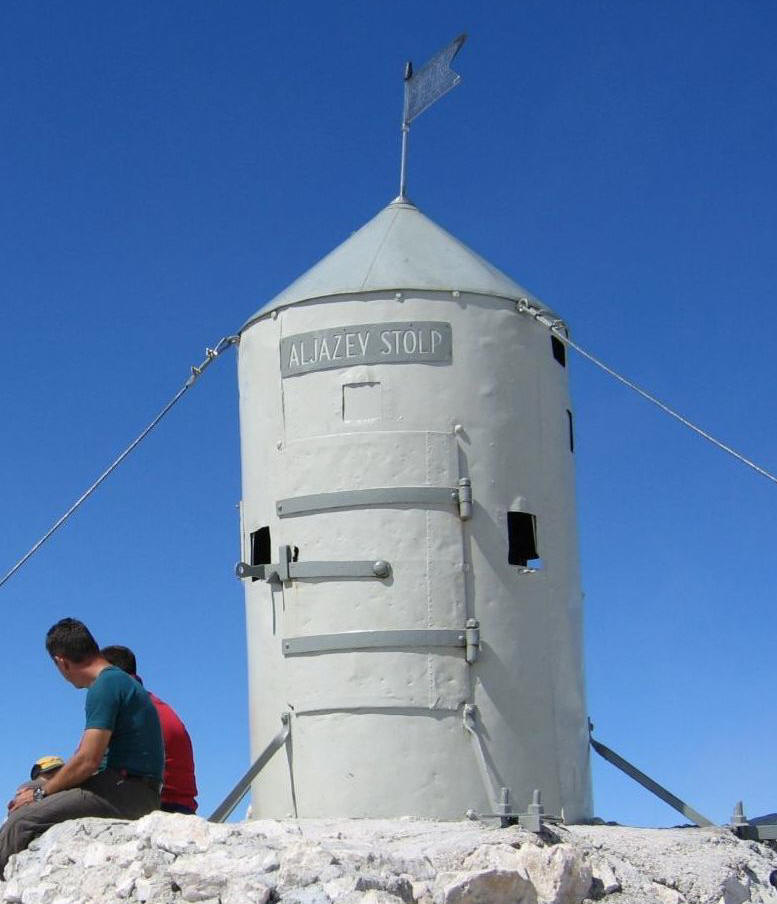
Het Aljažtorentje op de Triglav

Jakob Aljaž (Zavrh pod Šmarno Goro bij Medvode, 6 juli 1845 — 4 mei 1927, Dovje bij Kranjska Gora) was een Sloveens priester en componist.  
Aljaž was een van de grondleggers van het moderne alpinisme in Slovenië. Toen hij in 1889 pastoor van Dovje aan de voet van de Triglav werd, kocht hij van de gemeente de top van de Triglav. Met deze daad wilde hij een symbolisch einde maken aan de germanisering van de Sloveense Alpen, waar vele berghutten niet in handen van de Sloveenstalige alpinistenvereniging waren maar van de Duitstalige.
Op 7 augustus 1895 vond de opening plaats van het zogenoemde Aljažtorentje op de Triglav. Jakob Aljaž heeft het netwerk van berg- en schuilhutten in de Julische Alpen, Karawanken en andere bergketens uitgebreid en daarmee het alpinisme gepopulariseerd. Jakob Aljaž componeerde veel liederen, die ingang vonden in de volkszang. Zijn bekendste compositie is die van "Oj, Triglav moj dom" (Oh, Triglav mijn thuis). (De tekst van dit lied is geschreven door Matija Zemljič.) De titel van het lied staat daarom ook op de Sloveense achterzijde van de halve euro.
- Gemeinsame Normdatei: 11934887X
- International Standard Name Identifier: 0000 0000 3310 232X
- Library of Congress Control Number: n98042554
- Nationale Bibliotheek van Tsjechië: mzk2013756081
- Istituto Centrale per il Catalogo Unico: TSAV267494
- Virtual International Authority File: 30344801
- WorldCat: E39PBJw8X7YWWFxFYCjBPfMVmd